# Наджаф Кули-хан Черкес
Наджаф Кули-хан Черкес (перс. کیخسرو خان چرکس‎) — иранский голлар черкесского происхождения, бейлербей велаята Ширван (1-й срок: 1653 год, 2-й срок: 1663—1667 годы) и Эриванского велаята (Чухур-Саад, 1656—1663 годы).
Он был сыном сефевидско-черкесского военачальника и наместника Казак-хана Черкеса. Всего он занимал пост губернатора Ширвана 7 лет.